# Heinrich Döring
Johann Michael Heinrich Döring, bis etwa 1840 häufig Doering, (* 8. Mai 1789 in Danzig; † 13. Dezember 1862 in Jena) war ein deutscher Schriftsteller, Übersetzer und Biograf.
Bekannt wurde er vor allem als Biograf der deutschen Klassiker, insbesondere als erster Biograf Goethes.

## Leben
Nach einer abgebrochenen Kaufmannslehre und dem Besuch eines Danziger Gymnasiums studierte Döring ab 1814 in Jena Theologie und Philosophie und wurde unter dem Einfluss Goethes und anderer bald schriftstellerisch tätig. Während seines Studiums wurde er 1816 Mitglied der Societät für die gesammte Mineralogie in Jena und 1817 Mitglied der Urburschenschaft. 1817 war er Redakteur im Oppositions-Blatt oder Weimarische Zeitung; danach arbeitete er vor allem als Übersetzer (James Fenimore Cooper, William Shakespeare, Walter Scott, Laurence Sterne und andere), Literaturhistoriker und Biograf deutscher Schriftsteller.

„Seine Lebensbeschreibungen basieren auf Selbstäußerungen der Porträtierten oder auf glaubwürdigen Zeugnissen. Der Seriencharakter bedingte jedoch, daß seine Arbeiten mit der Zeit immer oberflächlicher u. fehlerhafter wurden.“

## Schriften
als Autor
- Friedrich von Schillers Leben. Aus theils gedruckten, theils ungedruckten Nachrichten, nebst gedrängter Uebersicht seiner poetischen Werke. (= Galerie Weimarischer Schriftsteller. Erster Theil.). Gebrüder Hoffmann, Weimar 1822. Digitalisat.
- Johann Gottfried von Herder’s Leben. (= Herder, Sämtliche Werke. Supplement-Band). Hoffmann, Weimar 1823.
- Friedrichs von Schiller Leben. (Supplementband), Hofbuchhandlung der Gebrüder Hoffmann, Weimar 1824.
- Klopstocks Leben. Wilhelm Hoffmann, Weimar 1825.
- G. A. Bürger’s Leben. Nach den zuverlässigsten Quellen bearbeitet. E. H. G. Christiani, Berlin 1826. Digitalisat.
- Goethes Leben. Weimar 1828.
- Die deutschen Kanzelredner des achtzehnten und neunzehnten Jahrhunderts. Nach ihrem Leben und Wirken. Wagner, Neustadt a.d. Orla 1830
- Die gelehrten Theologen Deutschlands im achtzehnten und neunzehnten Jahrhundert: nach ihrem Leben und Wirken dargestellt. 4 Bände. J. K. G. Wagner, Neustadt a. d. Orla 1831–1835.
- Anhang zu J. W. Goethe’s Leben. Wilhelm Hoffmann, Weimar 1833.
- Christian Fürchtegott Gellert’s Leben. Nach seinen Briefen und anderen Mittheilungen dargestellt – Erster und Zweiter Theil in einem Band. Henning, Greiz 1833.
- Nachlese zu Friedrich von Schiller’s sämtlichen Werken. I. Webel, Zeitz 1835.
- Der Graf von Gleichen. Hennings, Gotha/Erfurt 1836.
- Goethes Briefe in den Jahren 1768 bis 1832. Julius Wunder’s Verlagsmagazin, 1837, Ein Supplementband zu des Dichters sämtlichen Werken. (506 Seiten)
- Friedrich von Schiller. Ein biographisches Denkmal. Druck und Verlag von Friedrich Mauke, Jena 1839.
- Christoph Martin Wieland. Ein biographisches Denkmal. Sangerhausen 1840.
- Historie vom Ritter Götz von Berlichingen mit der eisernen Hand. Expedition der Thüringischen Chronik, Erfurt 1840.
- Geschichte des Aufstandes in Tyrol unter Andreas Hofer. Berendsohn, Hamburg 1842.
- Goethe’s Selbstcharakteristik. Nach des Dichters Briefen seit seinem achtzehnten Lebensjahre bis zum letzten entworfen. Pierer, Altenburg 1847. (436 Seiten)
- Zwei eigenh. Briefe mit U. Jena, 1850 und 1857.

als Übersetzer
- Der Nibelungen Lied aus dem Urtexte neu übertragen. Hilsenberg, Erfurt 1840. Digitalisat.
- Supplemente zu allen Ausgaben Shakespeare’s sämmtlicher Schauspiele. Übersetzt von Dr. Heinrich Döring, 2 Bde., Hennings und Hopf, Erfurt 1840.
- Yorick’s empfindsame Reise durch Frankreich und Italien von Lorenz Sterne (sic!), aus dem Englischen von Dr. H. Döring. Mauke, Jena 1841.
- Die Schule der Frauen. Lustspiele in 5 Aufzügen von Molière. Deutsch von Heinrich Döring. Schumann, Zwickau 1827.

als Herausgeber
- Deutscher Legendenschatz für Schule und Haus. Mauke, Jena 1840. Digitalisat.
- Der [!] Thüringer Chronik. Expedition der Thüringer Chronik, Erfurt o. J. [1842]. Digitalisat.
- Allegorischer Jugendspiegel oder Lehren der Weisheit und Tugend in bildlichem Gewande und in systematisch geordneten Beispielen für Schule und Haus. Winckelmann u. Söhne, Berlin 1850 (351 S.)
- Schiller und Goethe. Reliquien, Characterzüge und Anekdoten. Falk, Leipzig 1852.
- Biographien Deutscher Classiker. Supplement zu der Göschen-Cottaischen Ausgabe "Deutscher Classiker". 9 "Bändchen". Jena 1853–54.

## Nachweise
1. ↑  Todesanzeige und Kirchenliste in Blätter von der Saale vom 16. Dezember 1862, S. 720, und 7. Januar 1863, 3. Seite.
2. ↑  Eingeschrieben als „Jo. Mich. Henr. Doering. Gedanens.“ am 17. Oktober 1814 (Matrikel der Universität Jena 1801–1854, S. 71).
3. ↑  Digitalisate.

| Personendaten    | Personendaten                                        |
| ---------------- | ---------------------------------------------------- |
| NAME             | Döring, Heinrich                                     |
| ALTERNATIVNAMEN  | Döring, Johann Michael Heinrich (vollständiger Name) |
| KURZBESCHREIBUNG | deutscher Schriftsteller                             |
| GEBURTSDATUM     | 8. Mai 1789                                          |
| GEBURTSORT       | Danzig                                               |
| STERBEDATUM      | 13. Dezember 1862                                    |
| STERBEORT        | Jena                                                 |